# 민간방송 교육협회
재단법인 민간방송 교육협회는 1967년 일본 문부성(현:문부 과학성)의 인가를 얻어 설립된 교육 프로그램 제작 단체이다.

## 개요
- 1960년대 초반, TV 아사히가 일본교육 TV라는 이름으로 교육방송국 면허를 보유하던 때 실시된 교육방송을 방송하던 지역방송국으로 구성되었고 TV 아사히를 중심 방송국으로 삼고 있으나 ANN계열국이 아닌 방송국도 텔레비전·라디오 프로그램 제작에 참여하고 있다.[1]
- 과거에는 TV 아사히도 교육협회 제작 프로그램을 방송했으며 지금은 BS디지털 방송국인 BS아사히나 뉴스전문 CS방송국 아사히 뉴스타에서도 교육협회 제작 프로그램을 방송하고 있다.

## 가맹국
※ 텔레비전 네트워크는 뉴스 네트워크 기준.
| 방송 대상 지역 | 방송국            | TV 계열   | 라디오 겸영 | 비고 |
| -------------- | ----------------- | --------- | ----------- | --- |
| 홋카이도       | 홋카이도 방송     | JNN       | ●           | |
| 아오모리현     | 아오모리 방송     | NNN       | ●           | |
| 이와테현       | IBC 이와테 방송   | JNN       | ●           | |
| 미야기현       | 도호쿠 방송       | JNN       | ●           | |
| 아키타현       | 아키타 방송       | NNN       | ●           | |
| 야마가타현     | 야마가타 방송     | NNN       | ●           | |
| 후쿠시마현     | 후쿠시마 TV       | FNN       |             | |
| 간토 광역권    | TV 아사히         | ANN       |             | |
| 간토 광역권    | 분카 방송         |           | ※           | 라디오 방송국 중 유일하게 참가(NRN) |
| 야마나시현     | 야마나시 방송     | NNN       | ●           | |
| 나가노현       | 신에쓰 방송       | JNN       | ●           | |
| 니가타현       | 니가타 방송       | JNN       | ●           | |
| 시즈오카현     | 시즈오카 방송     | JNN       | ●           | |
| 주쿄 광역권    | 나고야 TV 방송    | ANN       |             | ANN 완전가맹 이전까지 주부닛폰 방송이 가맹했었음 |
| 도야마현       | 기타니혼 방송     | NNN       | ●           | |
| 이시카와현     | 호쿠리쿠 방송     | JNN       | ●           | |
| 후쿠이현       | 후쿠이 방송       | NNN / ANN | ●           | |
| 긴키 광역권    | 아사히 방송       | ANN       | ●           | 1993년이전에는 마이니치 방송이 가맹 |
| 돗토리현       | 니혼카이 TV       | NNN       |             | 1972년 9월 산인 지역 TV 방송구역 광역화 이후에도 가맹 유지 |
| 시마네현       | 산인 방송         | JNN       | ●           | 1972년 9월 산인 지역 TV 방송구역 광역화 이후에도 가맹 유지 |
| 히로시마현     | 주고쿠 방송       | JNN       | ●           | |
| 야마구치현     | 야마구치 방송     | NNN       | ●           | |
| 가가와현       | 니시닛폰 방송     | NNN       | ●           | 1983년 4월 오카야마-가가와 TV 방송구역 광역화에 따라 오카야마 현에서 TV방송 개시. 라디오는 가가와 현만 방송구역.오카야마현은 과거에 산요 방송이 교육협회에 가맹 |
| 오카야마현     | 니시닛폰 방송     | NNN       | ●           | 1983년 4월 오카야마-가가와 TV 방송구역 광역화에 따라 오카야마 현에서 TV방송 개시. 라디오는 가가와 현만 방송구역.오카야마현은 과거에 산요 방송이 교육협회에 가맹 |
| 에히메현       | 난카이 방송       | NNN       | ●           | |
| 도쿠시마현     | 시코쿠 방송       | NNN       | ●           | |
| 고치현         | 고치 방송         | NNN       | ●           | |
| 후쿠오카현     | RKB 마이니치 방송 | JNN       | ●           | |
| 사가현         | RKB 마이니치 방송 | JNN       | ●           | TV는 RKB 마이니치방송, 라디오는 나가사키 방송이 방송대상 구역                                                                                                   |
| 나가사키현     | 나가사키 방송     | JNN       | ●           | |
| 구마모토현     | 구마모토 방송     | JNN       | ●           | |
| 오이타현       | 오이타 방송       | JNN       | ●           | |
| 미야자키현     | 미야자키 방송     | JNN       | ●           | |
| 가고시마현     | 미나미니혼 방송   | JNN       | ●           | |
| 오키나와현     | 오키나와 TV 방송  | FNN       |             | 오키나와 TV 단독 가맹 후, 2002년 4월 류큐 방송이 가맹 |
| 오키나와현     | 류큐 방송         | JNN       | ●           | 오키나와 TV 단독 가맹 후, 2002년 4월 류큐 방송이 가맹 |

※보충
- 라디오 겸영의 방송국은 민교협의 라디오 특별 프로그램을 방송.
- 돗토리-시마네 지역과 오키나와현은 2 방송국이 참가하면서 시간차를 두고 같은 프로그램 내용이 방송되는 경우가 있지만, 특별 프로그램의 경우 편성상의 문제 등으로 지극히 보기 드물게 동시간대에 동일 프로그램이 방송되는 경우가 있다.
- 오카야마·가가와 현은 방송구역 광역화 이후 니시니혼 방송만 가맹하고 있으며 광역화 이전 오카야마 현에서는 산요 방송(RSK.JNN)이 교육협회에 가맹했었다.
- 1993년 간사이 지방 교육협회 가맹국이 마이니치 방송에서 아사히 방송으로 바뀌게 되자 시청자 보호 기간으로 지정된 1992년에는 독립 UHF 방송국인 선 TV·KBS 교토·TV 와카야마와 라디오방송국 라디오 간사이·와카야마 방송이 교육협회 프로그램을 방송하고 있었다.
- 사가현은 교육협회에 가맹한 TV 방송국이 없어(나가사키 방송은 라디오만 사가 현을 방송구역으로 하고 있다) 교육협회 프로그램을 보기 위해서는 다른 지역 가맹국을 수신해야 한다.